# Aslockton
Aslockton is een civil parish in het Engelse graafschap Nottinghamshire.

## verkeer en vervoer
- Station Aslockton